# Turmit

Najbardziej znanym turmitem jest mrówka Langtona

Turmit – dwuwymiarowy model obliczeń będący połączeniem maszyny Turinga i modelu Langtona. Wykazano, że odpowiadają pod względem możliwości obliczeniowych jednowymiarowej maszynie Turinga.
W przeciwieństwie do jednowymiarowych maszyn Turinga taśma zawiera się siatce komórek, które mogą zostać zmodyfikowane przez aktywny element (czoło). Zmienia on swój kierunek poruszania w każdej iteracji w zależności od swojego własnego stanu i stanu komórki, na jakiej się znajduje.
„Czoło” struktury nazywane jest zwykle mrówką lub turmitem (od termit i Turing) dla siatek kwadratowych oraz pszczołą, robakiem lub żółwiem dla siatek heksagonalnych (sześciokątnych).
Pojedynczy turmit określany jest przez zmienne jego pozycji, kierunku i stanu.